# جورج ريفيرا
جورج ريفيرا (بالإنجليزية: George Rivera)‏ هو سياسي أمريكي، ولد في 1948 في بويبلو في الولايات المتحدة. حزبياً، نشط في الحزب الجمهوري.